# Исак Дукa Ватац
Исак Дука Ватац (грч. Ισαακιος Δουκας Βατατζης, око 1188-1261) је био брат Никејског цара Јована III Дуке Ватаца 1222- 1254).

## Живот
Његово тачно порекло је нејасно: вероватно је рођен око 1188, био је најстарији од три брата, поред Јована III (најмлађег) и анонимног средњег брата.  Њихови родитељи су непознати, али савремени научници сматрају да су вероватно били генерал Василије Ватац и његова непозната жена, која је била рођака византијских царева Исака II Анђела и Алексија III Анђела.  Као и његов брат Јован III,  Исак је изгледа напустио презиме „Ватац“ и био је познат само као „Исак Дука“.  
- Портрет Исаковог брата, цара Јована III Дуке Ватаца из 15. века

О његовом животу се врло мало зна. Имао је чин севастократора 1253. године, а 1261. године, присуствовао је потписивању Нимфејског уговора са Ђеновском Републиком, носећи чин пансеваста и севаста и положај паракомимомена великог печата (сфендоне). ). Затим је послат у амбасаду у Ђенову да ратификује уговор, заједно са Теодором Кривикиотом и Лавом, архиђаконом Свете Софије. Исак је умро током преговора, и сахрањен је у катедрали у Ђенови. 

## Породица
Имао је најмање двоје деце: сина по имену Јован, који је умро млад, и анонимну ћерку која се удала за Константина Стратигопулоса.  Јован се оженио Евдокијом Анђел и био је отац царице Теодоре Палеолог, жене Михаила VIII Палеолога (1259–1282), оснивача династије Палеолога. 